# Marrón Glacé, el regreso
Marron glacé, el regreso es una telenovela chilena, del género melodrama, producida por Canal 13 y transmitida desde el 11 de marzo hasta el 26 de julio de 1996, reemplazando a Amor a domicilio y siendo sucedida por Adrenalina. 
Escrita por Fernando Aragón y Arnaldo Madrid, cuya base principal es la continuación de Marrón glacé (1993), producida por Nené Aguirre y dirigida por Óscar Rodríguez Gingins, bajo la producción ejecutiva de Ricardo Miranda.
Es protagonizada por Katty Kowałeczko, Fernando Kliche y Gloria Münchmeyer. Con las actuaciones de Aline Küppenheim, Roberto Poblete, Marcela Medel, Paulina Urrutia, Tomás Vidiella, Gabriela Hernández, Walter Kliche, Enrique del Valle, Paula Sharim, José Secall, Myriam Palacios, Felipe Armas, Esperanza Silva, entre otros. Cuenta con las participaciones de las primeras actrices Ana González, Malú Gatica y Silvia Piñeiro.

## Argumento
Sorpresa y estupor sintió Pierre la Font (Felipe Armas) al encontrar en pleno centro de París a Octavio (Fernando Kliche), que se suponía muerto por el disparo de su tía Nina (Sonia Mena), huyó a la capital francesa a causa de una conspiración en su contra. 
Cinco años han pasado desde la supuesta muerte de Octavio, del matrimonio de Vanessa con Kostia Karalakis, los cuales se fueron a vivir a Grecia, Cló (Gloria Münchmeyer) por su parte, se transformó en una prominente empresaria, quien se da el lujo de enviar a su chef a París (Francia) para hacer un curso de gastronomía. Mientras Pierre recorre la ciudad reconoce la figura de Octavio. El antiguo administrador del "Marrón Glacé", el cual compartía su vida con Margot (Aline Kuppenheim) e ignora completamente la existencia de Camila (Nathalie Migliorelly), la hija que tuvo con Vania (Katty Kowaleczko), la cual mantiene una excelente relación con el novio de su madre, Marco (Enrique del Valle). 
Pierre se encargó de revelarle a Octavio la existencia de Camila, con lo cual gatilló su retorno a Chile. Nadie se imaginó que lo seguiría su novia francesa, la cual provocó más de un conflicto a la historia. 
En el "Marrón Glacé" ya no trabajan muchos de sus rostros conocidos, mas se incorporan nuevos, la mayoría universitarios que compatibilizan sus estudios con el trabajo de garzón. Tal es el caso de Franco (Felipe Viel) estudiante de agronomía, Pola (Claudia Conserva), de diseño, Blas (Cristián de la Fuente), de periodismo, Gladys (Francisca Hernández) y Eugenia (Mariela Acevedo), de diseño de vestuario. Ellos conformaron la generación joven, que no estuvo ajena a peleas, amores y alegrías. 
Por otro lado, las "viejitas" Ekaterina (Ana González), Bea (Malú Gatica), Lina (Silvia Piñeiro) y Miguelina (Cora Díaz). Simpáticas, peleadoras y dulces, fueron el complemento perfecto al pequeño mundo de la sala de eventos.

## Reparto
- Katty Kowaleczko como Vania Fonkel Vargas
- Fernando Kliche como Octavio.Silva
- Aline Küppenheim como Margot Derville.
- Gloria Münchmeyer como Clotilde "Cló" Vargas
- Tomás Vidiella como Amador Monarde.
- Gabriela Hernández como Leonor Vargas.
- Marcela Medel como Shirley Zapata.
- Roberto Poblete como Néstor Méndez.
- Paulina Urrutia como Rosa "Rosita" Monarde.
- Walter Kliche como Teodoro "Teo" Karalakis.
- Ana González como Ekaterina Tuliatos
- Grimanesa Jiménez como Leyla Panayotaros de Karalakis.
- Malú Gatica como Beatriz "Bea".
- Silvia Piñeiro como Angelina "Lina".
- Cora Díaz como Miguelina.
- José Secall como Óscar Pastene.
- Myriam Palacios como Graciela "Chela" Capetillo
- Paula Sharim como Gina Méndez.
- Enrique del Valle como Marco Ruiz-Tagle.
- Esperanza Silva como Erica Werner.
- Felipe Armas como Pedro Fuentes "Pierre La Font".
- Marcela Osorio como Selva Santana.
- Samuel Villarroel como Julio.
- Liliana García como María José Morande
- Claudia Burr como Andrea Meléndez Vargas.
- Boris Quercia como Ciro Chaquib.
- Nelly Meruane como Aída.
- Sonia Mena como Maria Inés ''Nina'' Silva.
- Gabriela Medina como Ninfa.
- Francisco López como Luis "Lucho" Pastene.
- Claudia Conserva como Pola Correa.
- Cristián de la Fuente como Blas.
- Paola Camaggi como Maira Galán.
- Felipe Viel como Franco Morandé.
- Andrea Freund como Silvana Werner.
- Selim Pipka como Osvaldo Puig.
- Teresita Reyes como Maclovia.
- Marcial Edwards como Gonzalo Montero.
- Coca Rudolphy como Marieta.
- Pedro Vicuña como Washington Fuenzalida.
- Teresa Munchmeyer como Auristela.
- Marcelo Alonso como Iván.
- Mariela Acevedo como Eugenia.
- Rodrigo Rochet como Tito.
- Francisca Hernández como Gladys.
- Catherine Mazoyer como Isidora.
- Loreto Araya-Ayala como Sandra.
- Olga Cortés como Emelina.
- José Barrera como Carusso.
- Julián Gallardo como Dino.
- Claudia Durán
- Mauricio Salazar
- Enrique Matte
- Jaime Muñoz como El Cocodrilo
- Francisco Calderón como Condorito
- María José Ruiz-Tagle como Vanessa Méndez "Vanessita"
- Nathalie Migliorelli como Camila Fonkel Silva
- Matías Levy "Reynaldito"

## Invitados
- Laura Diez del Corral
- Regis Le Norcy
- Eliana Vidal como Ester, madre de Marco.
- Sergio Aguirre como Domingo, padre de Marco.
- Osvaldo Lagos como Padre de Pola.
- Yoya Martínez como Morín.
- Juan Falcón como Johnny.
- Naldy Hernández
- Fernando Farías
- Adriana Vacarezza como Eulalia Almendral.
- Marcela Arroyave
- Zita Pessagno

## Banda sonora
- Rayo de Luna - Claudia Muñoz y Andy Bravo
- La fuerza del Corazón - Alejandro Sanz
- Tu amiga fiel - Claudia Muñoz
- Suave - Luis Miguel
- Piensa en mi - Leandro & Leonardo
- Como te extraño mi amor - Café Tacuba
- Los amantes - Mocedades
- De pies a cabeza - Maná
- 11 y 6 - Fito Páez
- A un minuto de ti - Mikel Erentxun
- Se Fue - Laura Pausini
- Milonga del marinero y el capitán - Los Rodríguez
- Muevan Las Industrias - Los Prisioneros
- Con los años que me quedan - Gloria Estefan
- Primera vez - Ricardo Arjona
- Un Hombre Secreto - Myriam Hernández
- Quién lo diría - Fernando Ubiergo
- Palabras al viento - Claudia Muñoz